# قرار مجلس الأمن التابع للأمم المتحدة رقم 1235
قرار مجلس الأمن التابع للأمم المتحدة رقم 1235، المتخذ بالإجماع في 30 نيسان / أبريل 1999، بعد إعادة تأكيد جميع القرارات السابقة المتعلقة بمسألة الصحراء الغربية، مدد المجلس ولاية بعثة الأمم المتحدة للاستفتاء في الصحراء الغربية لمدة أسبوعين آخرين حتى 14 مايو 1999.
واطلع المجلس على تقرير الأمين العام كوفي عنان وتوصياته. وذكر في التقرير أن التنفيذ في الوقت المناسب للجدول الزمني المنقح يستند إلى عدة مسائل: النشر الكامل لقوات البعثة بحلول تموز / يوليو 1999؛ تعاون كلا الطرفين في عملية تحديد هوية الناخبين؛ الانتهاء من ترتيبات العودة إلى الوطن بحلول نهاية عام 1999؛ نشر الوحدات العسكرية والشرطة والمراقبين العسكريين بحلول يناير 2000؛ تخفيض القوات وحصرها على الجانبين؛ إعلان العفو العام. لذلك، أوصى الأمين العام بتمديد ولاية البعثة حتى 30 أكتوبر 1999.
صدرت تعليمات للأمين العام بإبقاء المجلس على علم بالتطورات في خطة التسوية، لا سيما فيما يتعلق بالمناقشات بين حكومة المغرب وجبهة البوليساريو وإمكانية استمرار تفويض بعثة الأمم المتحدة للاستفتاء في الصحراء الغربية.

## روابط خارجية
- نص القرار في undocs.org